# Steinstücken

Mapa oblasti.

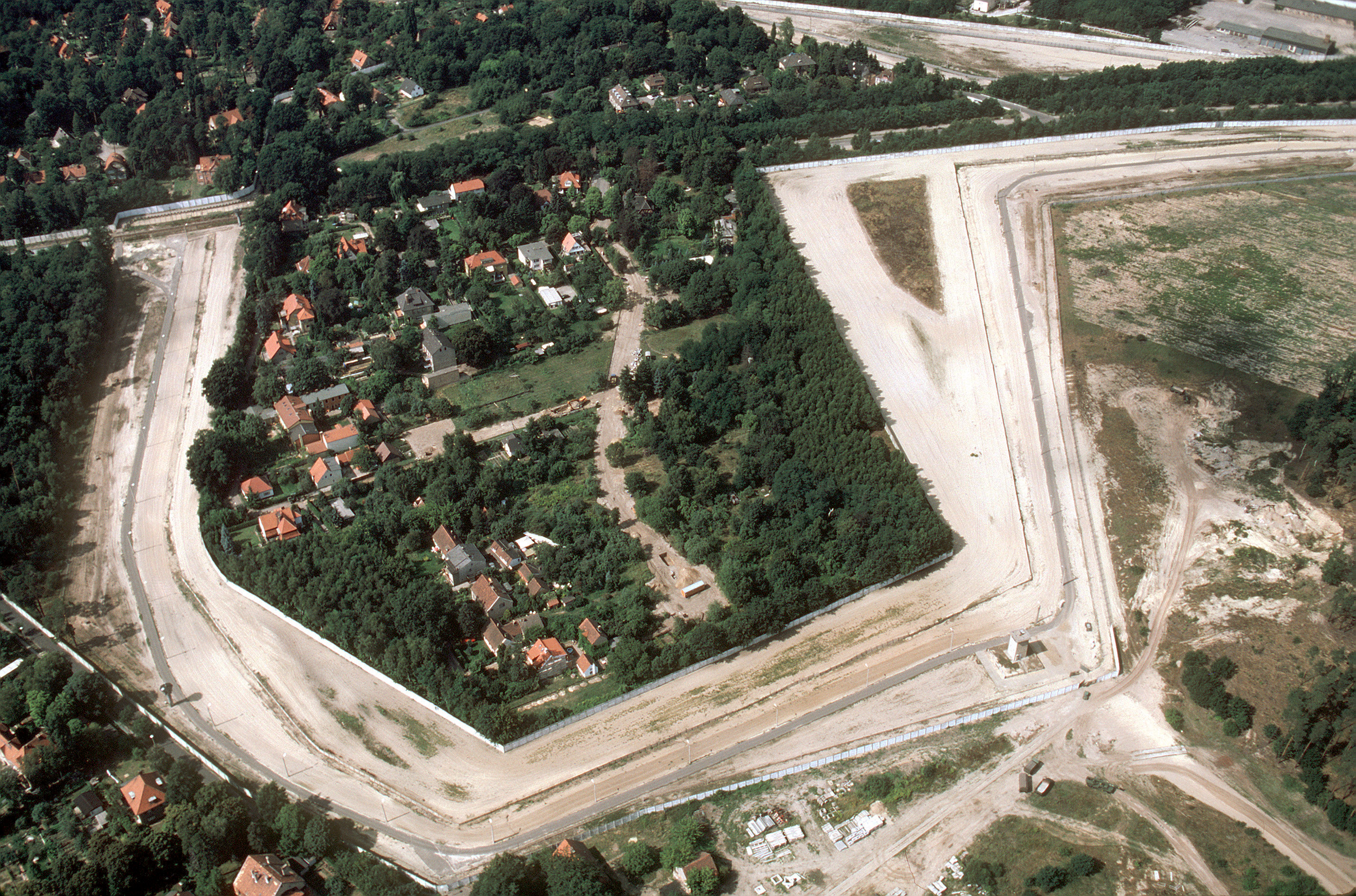
Letecká fotografie - přibližně stejně orientovaná jako mapa (navigujte se podle šedých cest).

Steinstücken bývala exklávou Západního Berlína, která byla obklopena územím tehdejšího Východního Berlína. Poválečný Berlín byl seskupením několika enkláv a exkláv, malých území v Západním Berlíně patřících tehdejší NDR a naopak. Ve Východním Berlíně existovalo deset exkláv, přičemž nejznámější a zároveň nejlidnatější byla obec Steinstücken. V roce 1971 došlo k výměně pozemků a byl vytvořen koridor mezi touto obcí a Západním Berlínem. Všechny ostatní západoberlínské exklávy byly postupně připojeny do roku 1988, ať už prodejem, nebo výměnou pozemků.